# Имаи, Мэро
Мэро Имаи (имя при рождении — Мэро Нарита, род. 26 октября 1987 года) — японская сноубордистка и порноактриса, обладательница Кубка мира в зачёте хафпайпа 2005 года, победительница трёх этапов Кубка мира в хафпайпе, участница Олимпийских игр 2006 года и чемпионата мира 2005 года.
Отец Мэро Такаси Нарита — бывший игрок сборной Японии по волейболу, участник Олимпийских игр 1992 года. После окончания карьеры стал тренером по сноуборду, тренировал своих детей, которые достигли успехов на мировом уровне. Старший брат Мэро Дому Нарита — победитель двух этапов Кубка мира в хайфпайпе, участник Олимпийских игр 2006 года и чемпионатов мира 2003 и 2005 годов.
Мэро Нарита дебютировала в Кубке мира в Саппоро 18 февраля 2001 года в возрасте 13 лет и заняла 7-е место в хафпайпе. В марте 2001 года выиграла чемпионат Японии в хафпайпе. В начале карьеры выступала в основном на соревнованиях в Японии.
В феврале 2005 года в итальянской Бардонеккье в возрасте 17 лет впервые попала в тройку лучших на этапе Кубка мира. 26 февраля 2005 года в Республике Корея выиграла свой первый этап Кубка мира. 18 марта 2005 года выиграла этап Кубка мира в Швеции. По итогам сезона 2004/05 выиграла зачёт Кубка мира в хафпайпе. 21 октября 2005 года в Швейцарии выиграла свой третий этап Кубка мира. Накануне Олимпийских игр 2006 года в Турине рассматривалась как один из фаворитов в женском хафпайпе. На Играх Имаи получила травму и заняла последнее место в квалификации. Две другие японские сноубордистки вышли в финал, но заняли там места в конце первой 10-ки.
После Олимпийских игр карьера 18-летней Имаи была фактически была закончена. Она несколько раз выходила на старт в начале 2007 года, в марте 2007 года заняла 4-е место на чемпионате Японии.
Позднее Имаи стала оказывать эскорт-услуги, снималась в софт-порно, а в 2017 году снялась в нескольких порнофильмах.
В 2017 году вернулась в сноуборд. Пыталась отобраться на Олимпийские игры, но не сумела это сделать.
У Имаи есть сын и дочь, которых она воспитывала одна.